# Едґар Норріс
Едґар Норріс (англ. Edgar Norris, 23 грудня 1902 — 20 квітня 1982) — канадський академічний веслувальник.
Бронзовий призер Олімпійських Ігор 1928 року в складі вісімки.